# Ramularia carthami
Ramularia carthami är en svampart som beskrevs av Zaprom. 1926. Ramularia carthami ingår i släktet Ramularia och familjen Mycosphaerellaceae.   Inga underarter finns listade i Catalogue of Life.